# Odrowąż (Czarny Dunajec)
Odrowąż ist ein Dorf der Gemeinde Czarny Dunajec im Powiat Nowotarski der Woiwodschaft Kleinpolen in Polen in der Region Podhale. Das Dorf liegt zwischen den Orava-Podhale-Beskiden und der Talsenke Kotlina Nowotarska ungefähr zehn Kilometer nordwestlich von Nowy Targ.

## Sehenswürdigkeiten
Der Ortsname geht auf die Magnatenenfamilie Odrowąż zurück. Im Ort befindet sich eine barocke Kirche, die Maria Magdalena geweiht ist.

## Tourismus
Es geht in Odrowąż ruhiger zu als in den benachbarten Skiorten Zakopane oder Kościelisko. Die touristische Infrastruktur wird ausgebaut. 

## Panorama

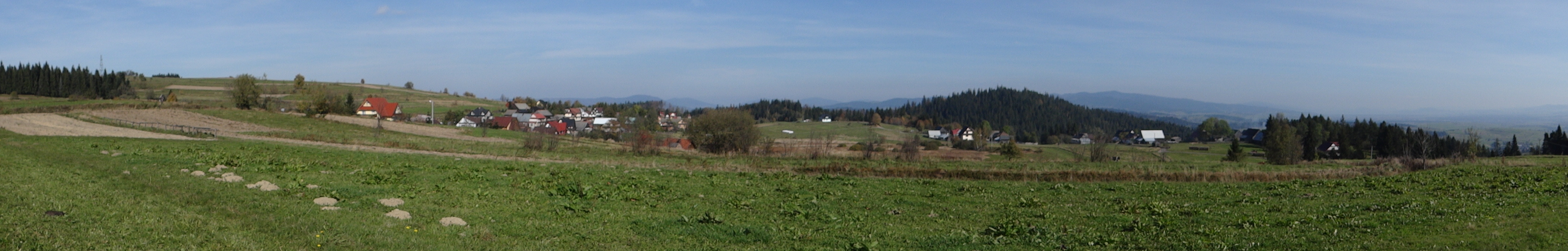
Ortspanorama mit den Orava-Podhale-Beskiden

## Galerie

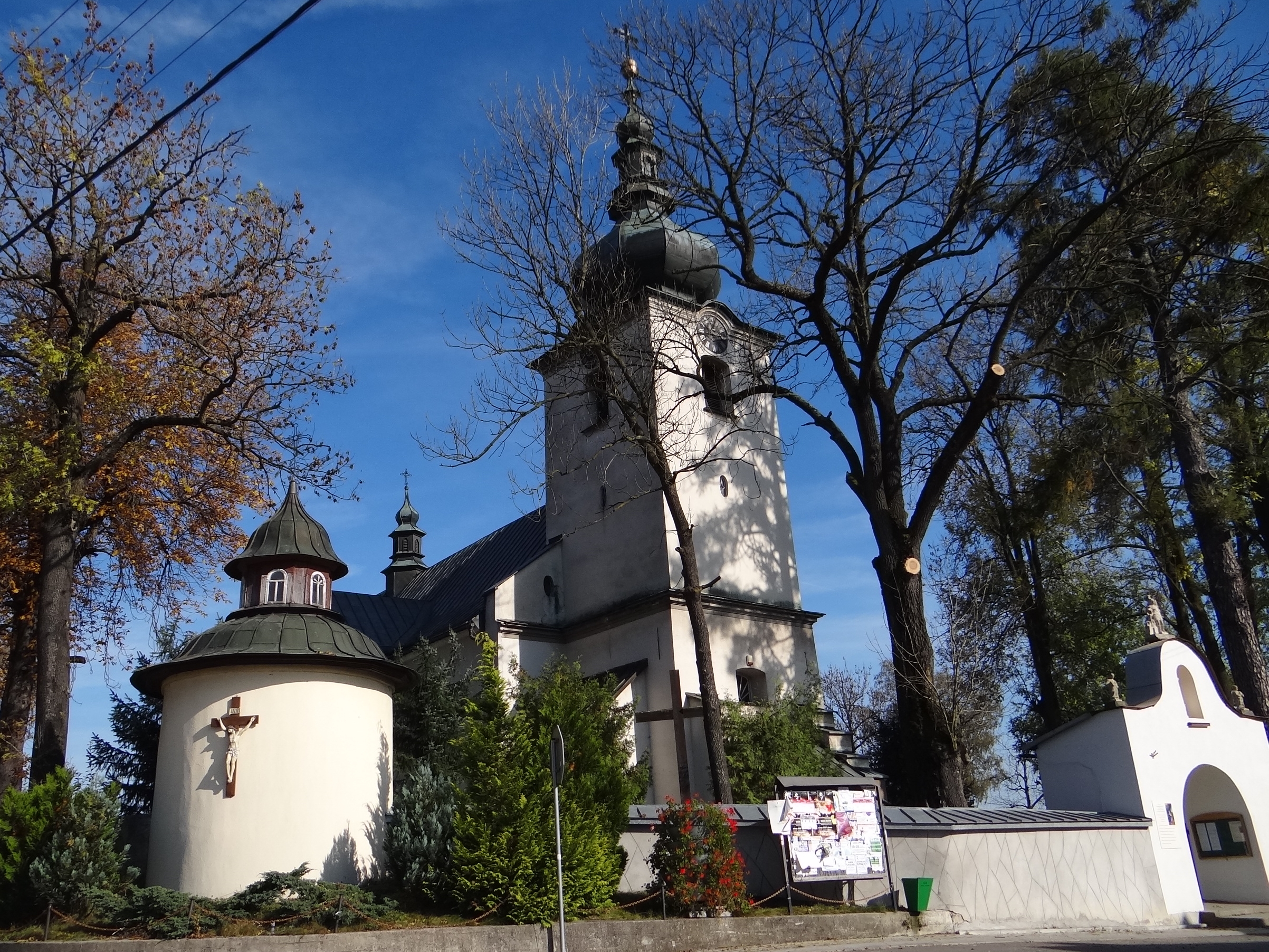
Maria-Magdalena-Kirche
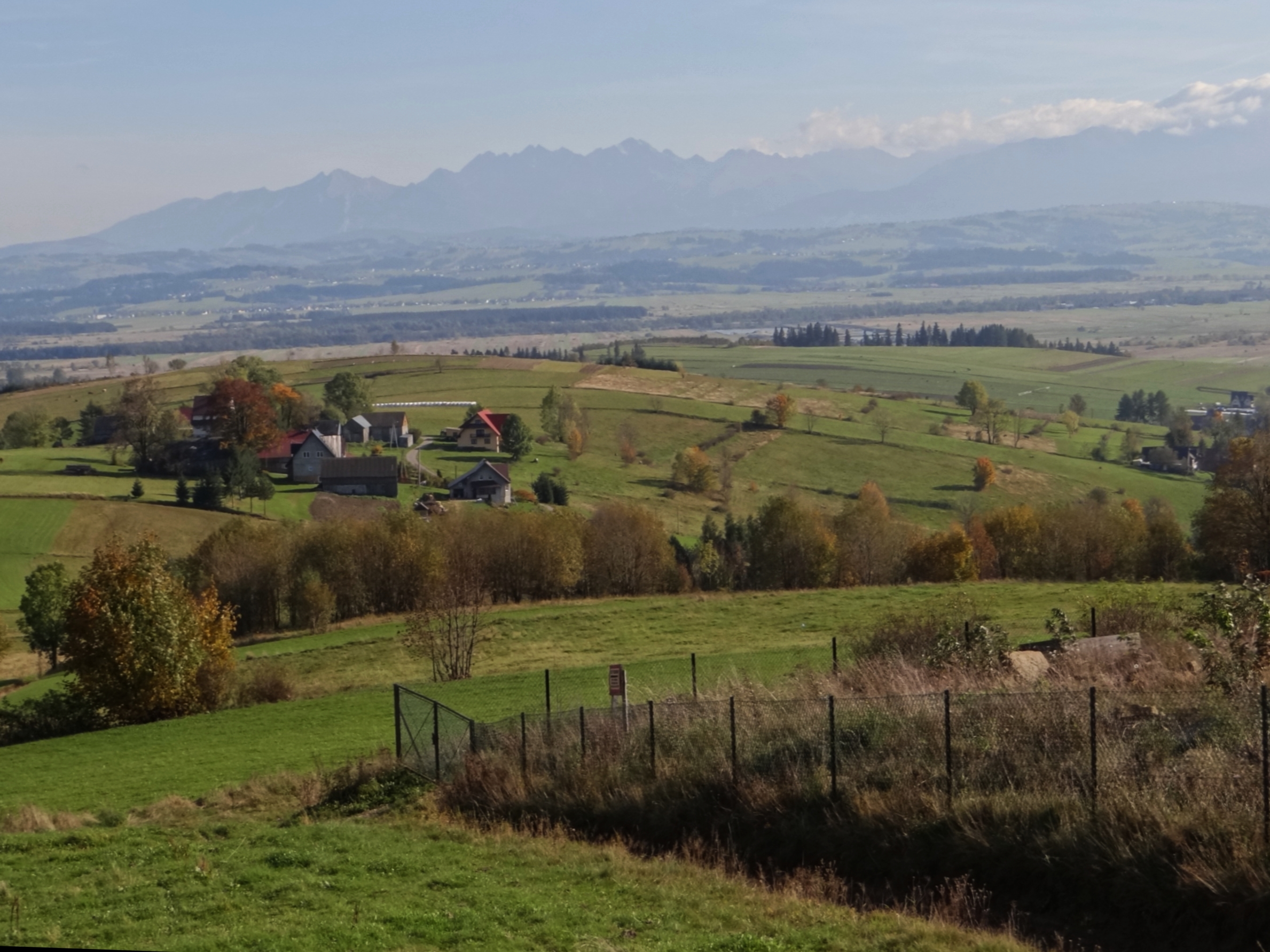
Panorama mit Westtatra
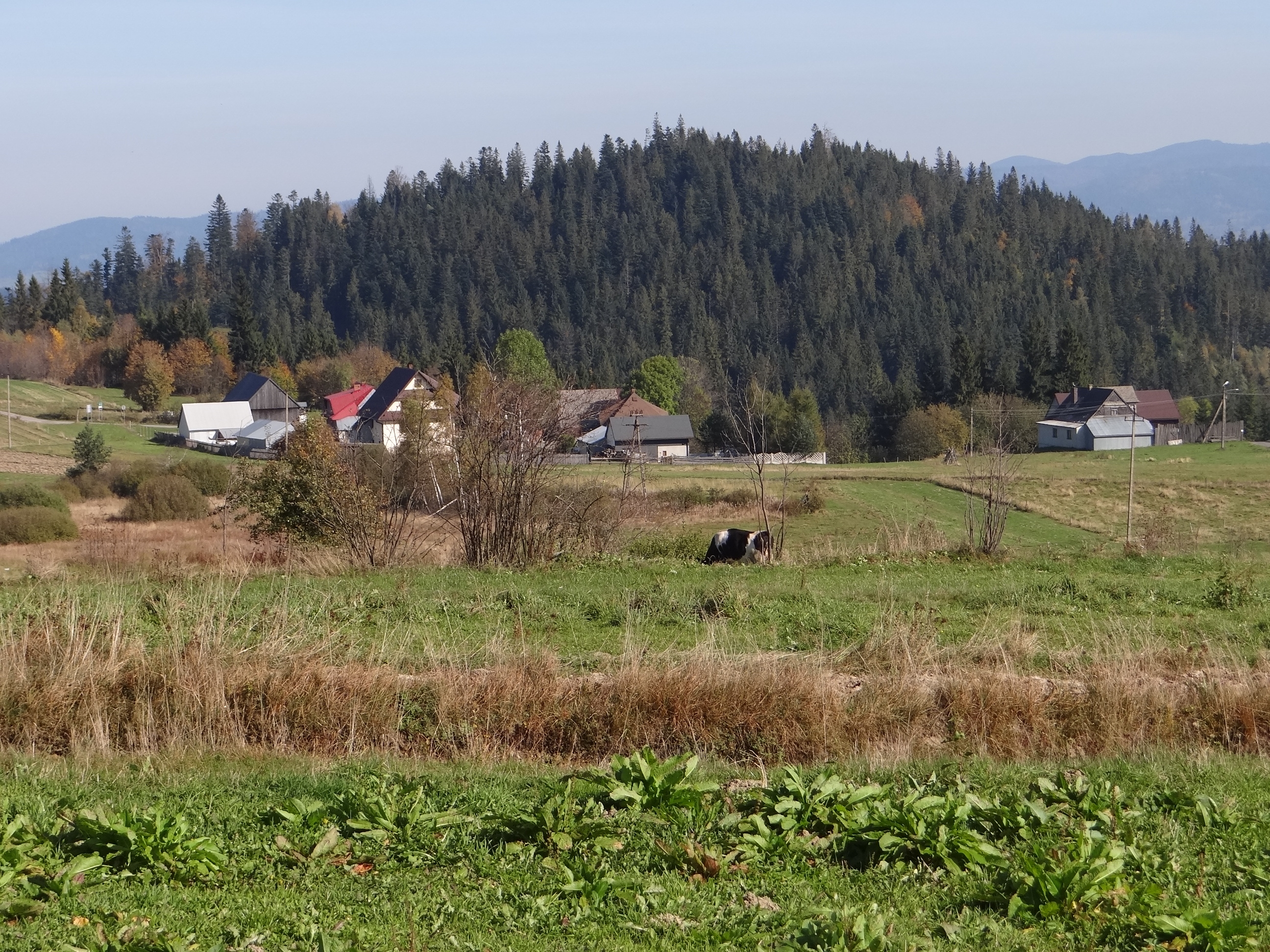
Żeleźnica